# Hyalinothrix
Genre
Hyalinothrix est un genre d'étoiles de mer de la famille des Asterinidae.

## Liste des genres
Selon World Register of Marine Species (18 janvier 2015) :
- Hyalinothrix gracilis Aziz & Jangoux, 1985 -- Indonésie
- Hyalinothrix millespina Fisher, 1911 -- Hawaï